# 안톤 헤이싱크
안토니위스 요하너스 "안톤" 헤이싱크(네덜란드어: Antonius Johannes "Anton" Geesink, 1934년 4월 6일~2010년 8월 27일)는 네덜란드의 유도 선수이다.

## 경력
위트레흐트에서 태어났다. 키 198cm(6피트 6인치), 몸무게 145kg(320 파운드)의 장신으로 1961년 프랑스 파리에서 열린 1961년 세계 선수권 대회에 참가하여 무제한급에서 우승했다. 1964년 일본 도쿄에서 열린 1964년 하계 올림픽에서는 무제한급 결승전에서 일본의 가미나가 아키오를 꺾어 서양인 최초의 유도 금메달리스트가 되면서 유도의 본고장 일본에 큰 충격을 주었다.
1967년 은퇴 후 네덜란드 왕립 유도 협회 소속 유도 강사가 되었다. 이후 1987년에는 네덜란드 올림픽 위원회 위원, 국제 올림픽 위원회의 위원이 되었다.
2010년 8월 27일 77세의 나이로 급성위염으로 인해 사망하였다.